# Louis Ier Phélypeaux de La Vrillière
Pour les articles homonymes, voir Louis Ier, Louis Phélypeaux et Maison Phélypeaux.
Louis Phélypeaux, seigneur de La Vrillière, marquis de Châteauneuf et Tanlay (1678), vicomte de Saint-Florentin, est un homme d'État français né le 10 avril 1599 et mort le 5 mai 1681 à Bourbonne-les-Bains.

## Biographie

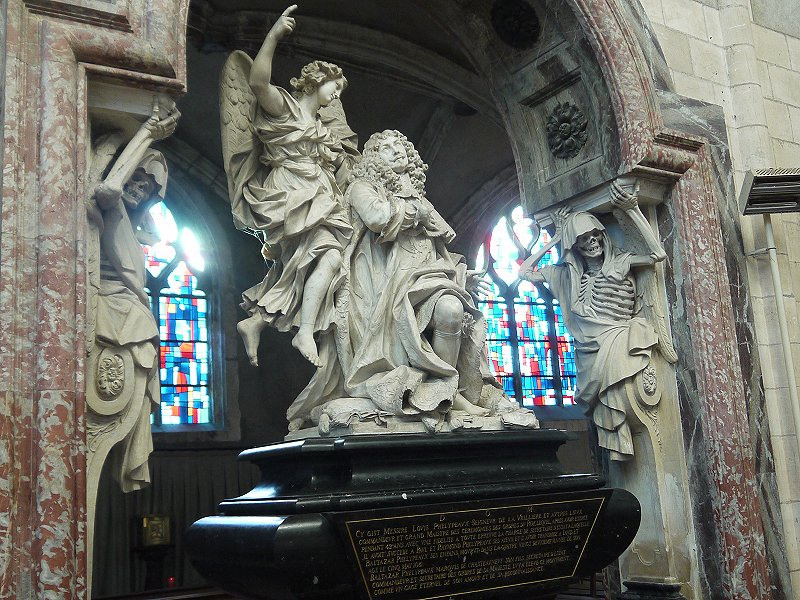
Tombeau de Phelypeaux de La Vrillière

Louis Phélypaux de La Vrillière nait le 10 avril 1599 dans le royaume de France sous le règne de Henri IV. Il est le fils de Raymond Phélypeaux d'Herbault (1560 - 1629), seigneur d'Herbault et de La Vrillière, trésorier de l'Épargne en 1599.
Conseiller du roi de France Louis XIII en ses Conseils ; il est pourvu de la charge de secrétaire d’État le 16 juin 1621 puis de celle de prévôt et maître des cérémonies de l’ordre du Saint-Esprit du 1er avril 1643 à 1653.
Il construit à Paris l'Hôtel de la Vrillière, actuel siège de la Banque de France, abritant la Galerie dorée et ses somptueuses collections de peintures italiennes et françaises. 
Il est enterré dans l’église Saint-Martial de Châteauneuf-sur-Loire (Loiret), dans un tombeau baroque réalisé par le sculpteur italien Domenico Guidi, et qui possède l'épitaphe suivante :
« Cy Gist Messire Louis Phelypeaux Seigneur de la Vrilliere et autres lieux, commandeur et grand maistre des cérémonies des ordres du Roy, lequel, après avoir exercé pendant 42 ans avec un fidélité à toute épreuve la charge de secrétaire d'estat a laquelle il avoit succédé à Paul et Raymond Phelypeaux ses ayeux et l'avoir transmise à Louis et Baltazar Phelypeaux ses enfans mourut dans la quatre-vingt deuxième année de son age le cinq may 1681.
Baltazar Phelypeaux marquis de Chasteuneuf son fils, secrétaire d'estat commendeur et secrétaire des ordres de sa Majesté luy a élevé ce monument, comme un gage éternel de son amour et de sa reconnaissance. »
Le graveur, pastelliste et dessinateur français Robert Nanteuil a gravé son portrait en 1662.

## Mariage et descendance
Il épouse le 1er août 1635 Marie Particelli (†1670), fille de Michel Particelli d'Émery, surintendant des finances. Le couple a sept enfants :
1. Louis, reçu en survivance de la Charge de Secrétaire d’État en 1654 dont il se démit en 1669.
2. Balthazar Phélypeaux de Châteauneuf (1638-1700), seigneur de La Vrillière, marquis de Châteauneuf et de Tanlay, vicomte de Saint-Florentin, père de Louis Phélypeaux (1672-1725), secrétaire d'État chargé des affaires de la « religion prétendue réformée ».
3. Michel, Conseiller au Parlement, Abbé de Nioeil, de St-Lo, et de l'Abfie, nommé évêque d'Usez le 22 novembre 1694 et archevêque de Bourges en 1676. Il meurt à Paris le 28 avril 1694 âgé de 52 ans.
4. Augustin, capitaine de Galère, mort dans son bord, proche de Vigo en Espagne en l'an 1673.
5. Raymond, Comte de Saint-Florentin, lieutenant colonel du régiment colonel général de Dragons, mort à Momie, le 9 août 1692 à la suite des blessures qu'il avait reçu au combat de Steinkerque.
6. Pierre, Baron d'Hervy, Brigadier des armées du Roy, Mestre de camp du régiment royal dauphin étranger, mort en 1691.
7. Marie, épouse de Jean-Claude de Rochechouart, Seigneur de Tonnay-Charente, et de l'île d'Yeu, colonel du régiment de la Marine, morte le 15 février 1681.